# Touch (Unix)
Pour les articles homonymes, voir Touch.
touch est une commande Unix standard permettant de modifier le timestamp de dernier accès et de dernière modification d'un fichier. Cette commande permet également de créer un fichier vide.

## Historique
Un utilitaire dénommé touch est apparu dans la version 7 d'UNIX d'AT&T. La version de touch présente dans le GNU coreutils a été écrite par Paul Rubin, Arnold Robbins, Jim Kingdon et David MacKenzie.

### Pages de manuel
- (fr) Page de manuel de touch
- (en) touch, pages de manuel d'OpenBSD
- (en) Touch pour Windows à SourceForge